# 위키스 (아칸소주)

위키스(Wickes)는 미국 아칸소주 포크군의 도시이다. 이 지역의 인구 수는 2010년 인구 조사에 따르면 754명이다. 미국 인구조사국에 따르면 이 지역의 총 면적은 6.0km2으로, 그 중 0.43%가 물이다.
위키스는 100년 된 시청, 라이트하우스 드라이브인 등 역사적 장소를 보유하고 있다.

## 인구
| 인구조사              | 인구 | Note  | %±     |
| --------------------- | ---- | ----- | ------ |
| 1930년                | 182  |       | —      |
| 1940년                | 121  |       | −33.5% |
| 1950년                | 401  |       | 231.4% |
| 1960년                | 368  |       | −8.2%  |
| 1970년                | 409  |       | 11.1%  |
| 1980년                | 464  |       | 13.4%  |
| 1990년                | 570  |       | 22.8%  |
| 2000년                | 675  |       | 18.4%  |
| 2010년                | 754  |       | 11.7%  |
| 2019 (추산)           | 747  | [ 2 ] | −0.9%  |
| U.S. Decennial Census |      |       |        |